# 小鷹信光
小鷹 信光（こだか のぶみつ、1936年8月26日 - 2015年12月8日）は、日本のハードボイルドを中心としたミステリ評論家、翻訳家、アンソロジスト、小説家、アメリカ文化研究者。
名和 立行名義も使用した。本名・中島信也。
日本推理作家協会、日本冒険作家クラブ、マルタの鷹協会日本支部、アメリカ探偵作家クラブ、アメリカ私立探偵作家クラブ 各会員。

## 略歴
1936年、岐阜県高山市で生まれる。ただし、両親とも富山生まれで、小鷹の兄と弟も富山で生まれている。次男の小鷹だけは父が勤務していた銀行の高山支店勤務中に生まれた ものの、2008年に行われた片岡義男との対談 では「家族五人と富山から上京してきて建売住宅に入った」「私の田舎は富山なんだけど、荷物を送ったら空襲で丸焼けになった」などと語っており、出身は富山という認識だったことがうかがえる。
1957年、早稲田大学第一文学部英文科入学。ワセダミステリクラブに所属し、在学中から評論活動を開始する。中世英文学を専門とする三浦修教授のゼミに所属していたが、卒業論文は現代アメリカの非行少年小説をテーマにしたもので、ワセダミステリクラブの会誌『フェニックス』に連載していた評論をまとめたものを提出して、なんとか及第点をもらったという。
1961年、医学書院に入社。編集者として勤務する傍ら、雑誌『マンハント』にコラムや翻訳を寄稿するようになる。また、パロディ創作集団「パロディ・ギャング」を水野良太郎、広瀬正、伊藤典夫、豊田有恒、片岡義男、しとう・きねおらと結成して活動する。
1967年、独立。以後、多くの海外ハードボイルド作品を日本に紹介、自ら翻訳している。日本のハードボイルド史に残した功績は大きく、真保裕一は「ハードボイルドのファンを自認する者で小鷹の名を知らない者がいるとすれば、それは知ったかぶりのモグリか初心者だ」と語っている。2007年には自伝的著作『私のハードボイルド』で日本推理作家協会賞を受賞。また、「ミステリマガジン」に連載されたコラム『パパイラスの舟』シリーズは、ハードボイルドにとどまらず、海外ミステリ全般を論じた名評論とされている。
テレビドラマ『探偵物語』の原案者としても知られる。番組には企画段階から関り、ワセダミステリクラブ以来の旧友であるプロデューサーの山口剛に頼まれて企画書の元となる企画原案も執筆、小説版も手掛け、さらに撮影現場にも一度足を運ぶという熱の入れようだった。また、劇中においても主人公・工藤俊作（松田優作）がアドリブでカメラに向かって「日本のハードボイルドの夜明けはいつ来るんでしょうかね、小鷹信光さん」と問いかける一幕があった。
趣味はゴルフで、ゴルフに関するエッセイや、ゴルフ・ミステリの翻訳、タイガー・ウッズについての本の翻訳などにも携わった。
長女は作家・詩人のほしおさなえである（さなえの夫は批評家東浩紀）。
2013年には1万点を超えるペイパーバック・コレクションを「公益財団法人早川清文学振興財団」に寄贈し、「小鷹信光文庫 ヴィンテージペイパーバックス」として公開。
2015年12月8日、膵臓癌により死去。79歳没。
2016年3月29日、明治記念館において「小鷹信光（中島信也）さんを偲ぶ会」が行われ、祭壇には遺影とともに「日本のハードボイルドの夜明けはいつ来るんでしょうかね、小鷹信光さん」という上述の台詞が掲げられた。

## 著書

### 単著
- 『アメリカ暗黒史』（三一新書）1964
- 『メンズ・マガジン入門 男性雑誌の愉しみ方』（早川書房）1967
- 『めりけんポルノ エロス世代の新文化論』（サイマル出版会）1971
- 『㊙ポルノ アメリカ版禁じられた本』（明文社）1971
- 『西洋快楽作法 眠れない夜の媚薬』（ベストセラーズ）1972
- 『続㊙ポルノ アメリカ版禁じられた本』（明文社）1973、のち改題再刊『告白版めりけんポルノ』
- 『パパイラスの舟 海外ミステリー随想』（早川書房）1975
- 『女主人』（チャールズ・バートン名義、フランス書院）1978
- 『探偵物語』（徳間書店）1979
- 『探偵物語 赤き馬の使者』（徳間書店）1980、のち幻冬舎文庫
- 『ハードボイルド以前 アメリカが愛したヒーローたち 1840～1920』（草思社）1980、のち改題『アメリカン・ヒーロー伝説』（ちくま文庫）
- 『好色日記』（チャールズ・バートン名義、フランス書院）1980 、のち改題『未亡人の宿』 1986
- 『マイ・ミステリー 新西洋推理小説事情』（読売新聞社）1982
- 『ハードボイルド・アメリカ』（河出書房新社）1983
- 『英語おもしろゼミナール 学校で教えない』（立風書房）1983
- 『アメリカ語を愛した男たち』（研究社出版）1985、のちちくま文庫
- 『小鷹信光・ミステリー読本』（講談社）1985
- 『翻訳という仕事 プロの語る体験的職業案内』（プレジデント社）1985、のちジャパンタイムズ、のちちくま文庫
- 『ハードボイルドの雑学』（グラフ社）1986
- 『サム・スペードに乾杯』（東京書籍）1988
- 『ペイパーバックの本棚から』（早川書房）1989
- 『和英ポルノ用語事典』（講談社）1990
- 『気分はいつもシングル 雨が降ろうが、風が吹こうが』（二見書房）1994
- 『刑事コロンボ 殺人依頼』（二見書房）1999　 ※パスティーシュ
- 『新・探偵物語』（幻冬舎） 2000、のち文庫

『新・探偵物語』第1作は全日空の機内誌『翼の王国』1996年8月号で発表された短編“めりけん無頼”第2話「デスバレーで百万ドルとランデブー」を元に長編化したもの。
- 『新・探偵物語II 国境のコヨーテ』（幻冬舎文庫） 2001

『新・探偵物語』第2作は『翼の王国』2000年2月号に掲載され、後に講談社文庫『ミステリー傑作選・特別編5 自選ショート・ミステリー』に収録された短編「新・探偵物語 失われたブラック・ジャックの秘宝」を元に長編化したもの。
- 『私のハードボイルド：固茹で玉子の戦後史』（早川書房） 2006
- 『私のアメリカン・グラフィティ』（ランダムハウス講談社） 2008
- 『私のペイパーバック ポケットの中の25セントの宇宙』（早川書房） 2009
- 『アメリカ・ハードボイルド紀行 マイ・ロスト・ハイウェイ』（研究社） 2011

### 共著
- 『これがホントのパズルでござる - 頭のワルくなる本』（パロディー・ギャング、編、コダマプレス）1966
- 『この猛烈な男たちと名言 すばらしいアメリカン・ビジネスの原動力』（片岡義男共著、明文社）1969
- 『ニューヨーク徹底ガイド』（木村二郎共著、三修社）1976
- 『ハードボイルド徹底考証読本』（逢坂剛共著、七つ森書館） 2013

### 編著
- 『ブラック・マスクの世界』全5巻＋別巻1（国書刊行会） 1986 - 1987
- 『ピンナップ!』（ロードランナーズ・インク、名和立行名義編、二見書房、二見文庫、クラシック・アート・コレクション） 1993
- 『〈新パパイラスの舟〉と21の短篇』（編著、論創社） 2008

### アンソロジー
- 『絶頂』（ロングセラーズ） 1980
- 『アメリカン・ハードボイルド! ミステリー&バイオレンス』（双葉社） 1981
- 『とっておきの特別料理 美食ミステリ傑作集』（大和書房） 1983.8、のち改題『美食ミステリ傑作集』（河出文庫）
- 『冷えたギムレットのように 美酒ミステリ傑作集』（大和書房） 1983.8、のち改題『美酒ミステリ傑作集』（河出文庫）
- 『ラヴレターにご用心 手紙ミステリ傑作集』（大和書房） 1984.5
- 『ブロードウェイの探偵犬 犬ミステリ傑作集』（大和書房） 1984.12
- 『ハリイ・ライムの回想 詐欺師ミステリ傑作集 』（大和書房）1985.6、のち改題『詐欺師ミステリ傑作集』（河出文庫）
- 『バンカーから死体が』（東京書籍） 1988

### 監修
- 『翻訳家になるには』（中島さなえ、ぺりかん社） 1996.1

### 編集委員
- 「世界ミステリ全集」全18巻（稲葉由紀, 石川喬司と共同編集委員、早川書房） 1972 - 1973

### シリーズ監修
- 「アメリカン・ハードボイルド」全10巻（河出書房新社）

1. 『涙が乾くとき』（T・B・デューイ、汀一弘訳） 1984.10
2. 『殺しのデュエット』（E・ウェスト、石田善彦訳） 1984.10
3. 『ベイ・シティ・ブルース』（R・チャンドラー、小泉喜美子訳） 1984.11
4. 『ハリウッドに別れを』（A・バーグマン、木村二郎訳） 1984.12
5. 『灰色の栄光』（J・エヴアンス、石田善彦訳） 1985.1
6. 『罪ある傍観者』（W・ミラー、田口俊樹訳） 1985.2
7. 『デス・トリップ』（M・ブレッド、沢万里子訳） 1985.3
8. 『ハード・トレード』（A・ライアンズ、宮脇孝雄訳） 1985.5
9. 『死の盗聴』（E・レイシイ、池上冬樹訳） 1985.6
10. 『マルタの鷹』（D・ハメット、小鷹信光訳） 1985.7

## 翻訳

### 小鷹信光 名義
- 『破壊部隊』（ドナルド・ハミルトン、早川書房） 1964、のち文庫
- 『コンプレックス作戦』（リチャード・テルフェア、早川書房） 1966
- 『気ちがい科学者 ナポレオン・ソロ6』（ジョン・T・フィリフェント、早川書房） 1966
- 『FBI 行動する巨大捜査網』（アンドリュー・タリー、共訳、早川書房） 1968、のち文庫
- 『ハワード・ヒューズ 巨大企業の魔術師』（ジョン・キーツ、早川書房） 1968、のち文庫
- 『きみ自身をテストする ビジネスマンの能力開発』（ウィリアム・バーナード, ジュールス・レオポルド、早川書房） 1968
- 『掠奪部隊』（ドナルド・ハミルトン、早川書房、世界ミステリシリーズ） 1968
- 『ヘンリー・ルース』（ジョン・コブラー、早川書房） 1969
- 『プレーボーイ王国 男性雑誌を創造した男ヘフナー 』（ジョー・ゴールドバーグ、早川書房、ハヤカワ・ノンフィクション） 1969
- 『ミス・クォンの連華』（ハドリー・チェイス、創元推理文庫） 1969
- 『あぶく銭は身につかない』（ハドリー・チェイス、創元推理文庫） 1970
- 『暗闇からきた恐喝者』（ハドリー・チェイス、創元推理文庫） 1970
- 『夜の訪問者』（リチャード・マシスン、早川書房、ハヤカワ・ノヴェルズ） 1971
- 『スピレーン傑作集』1 - 2（ミッキー・スピレーン、編訳、創元推理文庫） 1971-72
- 『不思義な性の大冒険』（メリル・ハリス、二見書房）1972、のち改題『アリスの夢 不思議な性の大冒険』 1978
- 『一瞬の敵』（ロス・マクドナルド、早川書房、世界ミステリ全集）1972 、のち文庫
- 『アメリカは有罪だ アメリカの暗黒と格闘した弁護士ダロウの生涯』（アービング・ストーン、サイマル出版会） 1973
- 『プレイボーイ帝国の内幕』（スティーヴン・バイヤー、日本リーダーズダイジェスト社） 1973
- 『激突』（リチャード・マシスン、編訳、早川文庫） 1973
- 『ファミリー シャロン・テート殺人事件』（エド・サンダース、草思社） 1974
- 『117日間死の漂流』（モーリス・ベイリー, マラリン・ベイリー、講談社） 1974
- 『ぼくの複葉機』（リチャード・バック、早川書房） 1974
- 『夫と妻に捧げる犯罪』（ヘンリイ・スレッサー、編訳、早川文庫） 1974
- 『ローラーボール』（ウイリアム・ハリスン、共訳、早川書房） 1975 、のち文庫
- 『女教師』（トー・クン、フランス書院） 1975、のち文庫
- 『戦慄の包囲作戦 刑事コジャック』（ヴィクター・B・ミラー、早川書房） 1975
- 『警官のレクイエム 刑事コジャック』（ヴィクター・B・ミラー、早川書房） 1975
- 『死のクリスマス 刑事コロンボ』（アルフレッド・ローレンス、二見書房） 1975
- 『潜入捜査官』（チャールズ・ホワイテッド、石田善彦共訳、立風書房） 1975
- 『ザ・シスターズ』（アン・ラムトン、ベストセラーズ） 1976
- 『別れた女』（マルコ・ヴァッシー、フランス書院） 1976
- 『女秘書』（ヘンリイ・ケーン、石田善彦共訳、立風書房） 1976
- 『名探偵登場』（ニール・サイモン、三笠書房） 1976
- 『怪盗ニック登場』（エドワード・D・ホック、編訳、早川書房） 1976、のち文庫
- 『血と金 ある富豪の愛と執念』（トーマス・トンプスン、宮脇孝雄共訳、パシフィカ） 1977
- 『背徳の聖女』（リーラ・セフタリ、富士見ロマン文庫） 1977
- 『拳銃を持つヴィーナス』（ギャビン・ライアル、早川書房） 1977、のち文庫
- 『ミッドナイト・ブルー ロス・マクドナルド傑作集』（ロス・マクドナルド、編訳、創元推理文庫） 1977
- 『銃撃!』（ダグラス・フェアベアン、石田善彦共訳、早川書房） 1977
- 『ウェストレイクの犯罪学講座』（ドナルド・E・ウェストレイク、編訳、早川ミステリ文庫） 1978
- 『名探偵再登場』（ニール・サイモン、三笠書房） 1978
- 『トコ博士の性実験』（マルコ・ヴァッシー、富士見ロマン文庫） 1979
- 『私は目撃者 : MWAアメリカ探偵作家協会アンソロジー』（監訳、サンリオ） 1979
- 『現代アメリカ推理小説傑作選』1 - 3（共訳、立風書房） 1979 - 1981
- 『O・ヘンリー・ミステリー傑作選』（O・ヘンリー、編訳、河出書房新社） 1980、のち文庫
- 『姦殺』（ロバート・ムーア、徳間書店） 1981、のち改題『姦殺 レディ・キラー』
- 『デス・マーチャント登場』（ジョゼフ・ローゼンバーガー、創元推理文庫） 1981
- 『デス・マーチャント / 憂国騎士団の陰謀 』（ローゼンバーガー、創元推理文庫） 1981
- 『デス・マーチャント / サンダーボルト作戦 』（ローゼンバーガー、創元推理文庫） 1981
- 『郵便配達夫はいつも二度ベルを鳴らす』（ジェイムズ・M・ケイン、早川ミステリ文庫） 1981
- 『メン・イン・ラヴ 男の性ファンタジー：愛と怒りの葛藤』（ナンシー・フライディ、監訳、富士見書房） 1981
- 『ミッドナイト・ゲーム』（デイヴィッド・アンソニー、角川書店） 1982
- 『姉』（トー・クン、フランス書院） 1982 、のち文庫
- 『エドガー賞全集』上・下（共訳、早川ミステリ文庫） 1983
- 『巨匠を笑え』（ジョン・L・ブリーン、共訳、早川ミステリ文庫） 1984
- 『世界変人型録』（ジェイ・ロバート・ナッシュ、草思社） 1984
- 『三つ数えろ! ハードボイルド探偵ゲーム』（ロバート・ディキアラ、木村二郎共訳、二見書房） 1986
- 『過去ある女 - プレイバック』（レイモンド・チャンドラー、サンケイ文庫） 1986、のち小学館文庫 2014
- 『ダブルボーダー』（R・ドビンズ, E・スロースン、角川文庫） 1987
- 『マローン売り出す』（クレイグ・ライス、光文社文庫） 1987 、のち改題『時計は三時に止まる』（創元推理文庫）
- 『裏切りの朝』（ジョー・ゴアズ、角川文庫） 1987
- 『ダシール・ハメットの生涯』（ダイアン・ジョンスン、早川書房） 1987
- 『迷路』（ビル・プロンジーニ、徳間文庫） 1987
- 『世界の名銃 その栄光の歴史』（イヴァン・ヴァレンチャック、ノーベル書房） 1988
- 『ウクーサ(UK=USA)協定秘密作戦 国に仕える者すべてに捧ぐ』（ジョージ・マークスタイン、矢島京子共訳、ダイナミックセラーズ） 1988
- 『プロ』（フランク・ベアード, ディック・シャープ、関根克己共訳、東京書籍） 1988
- 『ブルー・ダリア』（レイモンド・チャンドラー、角川書店） 1988
- 『ダシール・ハメット伝』（ウィリアム・F・ノーラン、晶文社） 1988
- 『死体は散歩する』（クレイグ・ライス、創元推理文庫） 1989
- 『ゴルファー シャーロック・ホームズの新冒険』（ボブ・ジョーンズ、ベースボール・マガジン社） 1991
- 『ダブルイーグル殺人事件』（キース・マイルズ、徳間文庫） 1991
- 『タイガー・ウッズ チャンピオンが教えてくれること』（デビッド・ラフォンテイン、編、岩崎書店） 1997
- 『刑事コロンボ 人形の密室』（アルフレッド・ローレンス、二見文庫） 2001
- 『殺さずにはいられない<1>』（オットー・ペンズラー編、早川ミステリ文庫） 2002
- 『リトル・シーザー』（W・R・バーネット、小学館） 2003
- 『キラー・イン・ザ・レイン』（レイモンド・チャンドラー、早川ミステリ文庫） 2007
- 『ジャック・リッチーのあの手この手』（ジャック・リッチー、編訳、ハヤカワ・ポケット・ミステリ） 2013 - 日本オリジナル短編集
- 『黒い瞳のブロンド』（ベンジャミン・ブラック、ハヤカワ・ポケット・ミステリ） 2014
- 『ジャック・リッチーのびっくりパレード』（ジャック・リッチー、編訳、ハヤカワ・ポケット・ミステリ） 2016 - 日本オリジナル短編集

#### リチャード・スターク
- 『人狩り 悪党パーカー』（リチャード・スターク、早川書房） 1966
- 『襲撃 悪党パーカー』（リチャード・スターク、早川書房） 1969、のち文庫
- 『カジノ島壊滅作戦 悪党パーカー』（リチャード・スターク、角川文庫） 1971
- 『悪党パーカー / ターゲット』（リチャード・スターク、早川ミステリ文庫） 2000
- 『悪党パーカー / 地獄の分け前』（リチャード・スターク、早川ミステリ文庫） 2002

#### ダシール・ハメット
- 『コンチネンタル・オプ』（ダシール・ハメット、共訳、立風書房） 1978
  - 『コンチネンタル・オプの事件簿』（編訳、ハヤカワ・ミステリ文庫） 1994。増補版
- 『マルタの鷹』（ダシール・ハメット、河出書房新社） 1985
  - 『マルタの鷹』（ハヤカワ・ミステリ文庫） 1988、改訳版2012
- 『ブラッド・マネー』（ダシール・ハメット、編訳、河出文庫）1988
- 『赤い収穫』（ダシール・ハメット、ハヤカワ・ミステリ文庫）1989
- 『影なき男』（ダシール・ハメット、ハヤカワ・ミステリ文庫）1991
- 『ガラスの鍵』（ダシール・ハメット、ハヤカワ・ミステリ文庫）1993
- 『デイン家の呪い』（ダシール・ハメット、ハヤカワ・ミステリ文庫） 2009。新訳版
- 『チューリップ ダシール・ハメット中短篇集』（ダシール・ハメット、草思社） 2015

#### ローレンス・サンダース
- 『ニューヨーク夢物語』（ローレンス・サンダース、徳間文庫） 1985
- 『炎の女』（ローレンス・サンダース、和泉晶子共訳、徳間文庫） 1986
- 『ルーシーの秘密』（ローレンス・サンダース、和泉晶子共訳、徳間文庫） 1987
- 『マンハッタン・アフター・ダーク』（ローレンス・サンダース、徳間文庫） 1988
- 『ウォールストリート・ディック ティモシーの事件簿』（ローレンス・サンダース、世古芳樹共訳、徳間文庫） 1992

#### ジェイムズ・クラムリー
- 『酔いどれの誇り』（ジェイムズ・クラムリー、早川書房） 1984、のち文庫
- 『友よ、戦いの果てに』（ジェイムズ・クラムリー、早川書房） 1996、のち文庫
- 『明日なき二人』（ジェイムズ・クラムリー、早川書房） 1998、のち文庫
- 『ファイナル・カントリー』（ジェイムズ・クラムリー、早川書房） 2004、のち文庫
- 『正当なる狂気』（ジェイムズ・クラムリー、早川書房） 2007

### 名和立行 名義
- 『ビッグ・O』（R・J・セイント、フランス書院） 1976
- 『俳優強盗と嘘つき娘』（リチャード・スターク、早川書房、世界ミステリシリーズ） 1978
- 『スワップ』（ケイト・リー、フランス書院） 1979
- 『養母』（カート・アルドリッチ、フランス書院） 1979、のちフランス書院スペシャル 1982、のちフランス書院文庫 1987
- 『凌辱』（カート・アルドリッチ、フランス書院） 1980
- 『人妻辱しめる』（カート・アルドリッチ、フランス書院、フランス書院ノベルズ） 1982
- 『新しい義母』（メアリ・アン・バージェス、フランス書院、フランス書院ノベルズ） 1982
- 『美人妻・凌辱』（H・C・ホークス、フランス書院、フランス書院文庫） 1985
- 『姉の寝室』（ドン・ベルモア、フランス書院、フランス書院文庫） 1985

## その他

### 企画原案
- 「探偵物語」（日本テレビ）1979 - 『甦れ! 探偵物語 増補決定版』（日本テレビ放送網、2001）に「日本テレビの倉庫の奥深く眠っていた番組企画書と企画原案」との触れ込みでプロデューサー山口剛執筆の「新番組企画案（第一稿）」とともに収載

### ノベライゼーション
- 『刑事コロンボ 秒読みの殺人』（二見書房） 1985、のち文庫化
- 『刑事コロンボ 最期の一服』（二見文庫） 1995
- 『新・刑事コロンボ 幻のダービー馬』（二見文庫） 1996
- 『新・刑事コロンボ 探偵の条件』（二見文庫） 1997
- 『新・刑事コロンボ 二つめの死体』（二見文庫） 1998
- 『刑事コロンボ サーカス殺人事件』（二見文庫） 2003

### マンガ原作
- 『ゴルフ黙示録リンボー（1）』（高田まさお作画、学習研究社、GSコミックス、コミック寅さん） 1991